# فيني بات
فيني بات (بالإنجليزية: Vinay Bhat)‏ (ولد في 4 يونيو 1984) لاعب شطرنج أمريكي يحمل لقب أستاذ كبير.
- درس الشطرنج مع الأستاذ الكبير غريغوري كيدانوف.
- حصل على لقب أستاذ دولي في سن الخامسة عشر وعشرة شهور.

## روابط خارجية
- فيني بات على موقع الاتحاد الدولي للشطرنج (الإنجليزية)
- فيني بات على موقع مباريات الشطرنج (الإنجليزية)
- فيني بات على موقع 365Chess.com (الإنجليزية)
- فيني بات على موقع Chesstempo.com (الإنجليزية)
- فيني بات على موقع الاتحاد الأمريكي للشطرنج (الإنجليزية)